# Ковальчук, Фёдор Сергеевич
Ковальчук, Фёдор Сергеевич (1911—1998)— советский военнослужащий. В Рабоче-крестьянской Красной Армии служил с сентября 1939 года по ноябрь 1945 года . Участник Великой Отечественной войны. Полный кавалер ордена Славы.Воинское звание — Старший сержант

### Биография
КОВАЛЬЧУК Фёдор Сергеевич, родился 18.02.1911 в с. Ситковцы
Липовецкого уезда Киевской губернии Российской империи, в семье рабочего. Окончил 3 класса. Работал столяром в колхозе, затем на Ситковецком сахарном заводе. В Красной Армии с сентября 1939. Участник похода советских войск в Западную Украину и Западную Белоруссию в 1939, советско-финской войны 1939—1940.В боях Великой Отечественной войны с 26 июля 1941 призванным Ситковецким РВК Винницкой области.

### Орден Славы III степени
Командир 76-мм пушки 396-го стрелкового полка 135-я стрелковая дивизия, 60-я армия, 1-й Украинский фронт сержант Ковальчук с подчиненными 11—24.4.44 в районе сел Городище, Денисов и Купчинцы при отражении вражеских атак точным огнём нанес противнику большой урон в живой силе. Когда к позициям прорвались 3 танка, Ковальчук занял место наводчика и вынудил их повернуть назад. Наградной лист от 25.4.44 орденом Славы 3 степени.

### Орден Славы II степени
В составе 396-го стрелкового полка 135-я стрелковая дивизия 21-я армия, Ленинградский фронт сержант командир 76-мм пушки Ковадьчук в боях 14—17.7.44 северо-восточнее озера Иханталан-Ярви вместе со своими артиллеристами подавил 12 огневых точек и рассеял окоп 2 взводов вражеской пехоты. Наградной лист от 24.7.44 орденом Славы 2 степени

### Орден Славы I степени
Старший сержант Ковальчук 396-го стрелкового полка 135-я стрелковая дивизия 1-й Украинский фронт при расширение плацдарма в бою на левом берегу р. Одер у нас. пункта Гутлибен с расчетом вывел из строя вражескую батарею, 3 пулемёта, 2 автомашины. Будучи контужен, но остался в строю и продолжал вести огонь по противнику. Наградной лист от 18.2.45 орденом Славы 1 степини.
После демобилизации в ноябре 1945 вернулся на родину, работал столяром. Награждён 2 орденами Отечественной войны 1 степени 17.05.1945 и в: 06.04.1985. Умер 8.12.1998.